# Quinto Ortensio Ortalo
Quinto Ortensio Ortalo (in latino Quintus Hortensius Hortalus; 114 a.C. – Roma, 50 a.C.) è stato un oratore e avvocato romano, esponente dell'asianesimo.

## Biografia
Dopo aver partecipato alla guerra sociale, potrebbe aver partecipato a fianco di Lucio Cornelio Silla, suo comandante, alla prima guerra mitridatica, divenne questore nell'81 a.C., edile nel 75 a.C., pretore nel 72 a.C. e console nel 69 a.C.
Ortensio fu uomo molto facoltoso, e chiese in moglie la figlia di Catone l'Uticense Porzia, ma questa era sposata con Bibulo e Catone, che come padre aveva la possibilità di annullare il matrimonio (abducere filiam), non diede il permesso. Allora Ortensio chiese in moglie Marzia, la moglie di Catone stesso, il quale, dopo aver chiesto il consenso al padre di Marzia, la concesse in sposa. Marzia diede due figli a Ortensio e dopo la sua morte tornò dal precedente marito Catone.
Celebre è il suo rapporto con l'altro grandissimo oratore dell'epoca: Marco Tullio Cicerone, che gli dedicò un'opera per noi perduta, l'Hortensius, nota per aver spinto il giovane Sant'Agostino agli studi filosofici, e lo elogiò nel Brutus. I due, legati da profonda amicizia nella vita privata, si affrontarono più volte in tribunale. Il caso più celebre è quello del processo a Verre, in cui Ortensio sosteneva la difesa e fu sconfitto dall'accusa rappresentata da Cicerone, in quel momento però i due erano semplicemente rivali e solo successivamente sarebbero diventati amici.
Ortensio era anche un noto appassionato di itticoltura, che esercitava nel golfo di Pozzuoli. Per questo motivo, era soprannominato "tritone" dal suo amico Cicerone, o anche "incantatore di pesci".

## Famiglia
Ortensio si sposò due volte: 
- Lutazia, figlia di Quinto Lutazio Catulo e Servilia. Da lei ebbe un figlio e una figlia:
  - Quinto Ortensio Ortalo. Considerato non all'altezza del padre, che addirittura tentò di diseredarlo, fu pretore e governatore di Macedonia. Morì combattendo sotto i cesaricidi nella battaglia di Filippi, nel 42 a.C[3].
  - Ortensia. Fu una delle poche donne romane note come oratrici e avvocate. Nel 42 a.C., perorò per le donne romane davanti ai triumviri, riuscendo a ottenere una grossa esenzione da una tassa che le riguardava. Sposò Quinto Servilio Cepione ed ebbe una figlia, Servilia[4].
- Marcia. Da lei ebbe un figlio:[5][6][7][8]
  - Quinto Marcio Ortensiano, adottato dalla famiglia materna, era padre di Marcio Ortalo, noto per i suoi problemi costanti coi debiti: in disgrazia, Augusto pagò per lui e gli assegnò un reddito sufficiente a diventare senatore e a contrarre un buon matrimonio, ma era nuovamente sul lastrico già sotto Tiberio[8][9].

## Opere
Ortensio era uno dei più celebri oratori dell'epoca, secondo solo a Cicerone, criticato per l'eccessiva eleganza nel vestire dai suoi detrattori, che per questo motivo arrivarono anche a chiamarlo con il nome, Dionisia, di una nota danzatrice dell'epoca. Il suo stile, asiano, era caratterizzato essenzialmente dalla vivacità e dalla ridondanza.
Era, poi, anche amico di Catullo, che ne apprezzava l'abilità oratoria, ma ne criticava la produzione poetica (come si nota nel carme 65 e 66 del poeta veronese); gli dedicò tuttavia la traduzione della Chioma di Berenice.